# Marco Sturm
Pour les articles homonymes, voir Sturm.

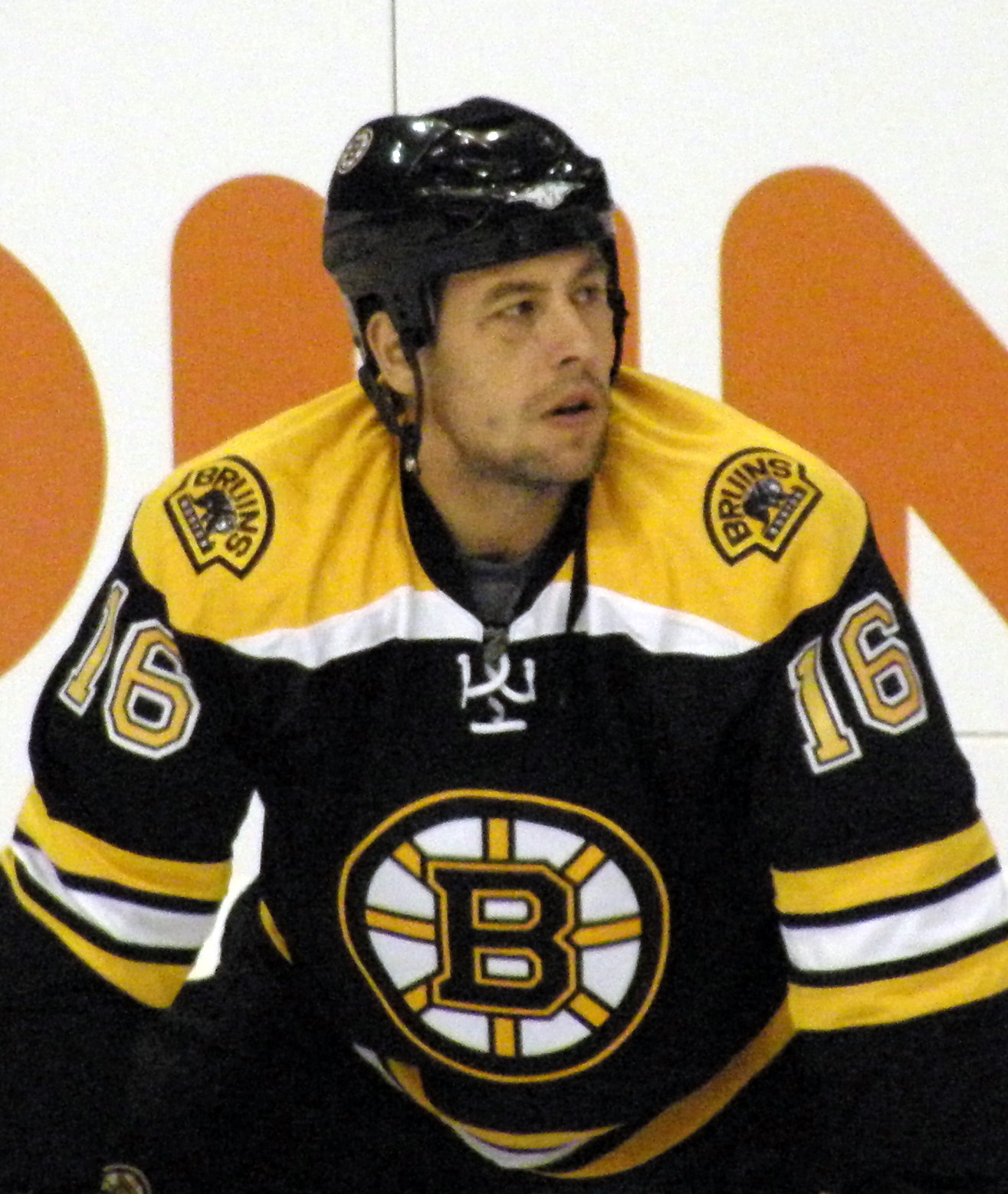
Sturm avec les Bruins de Boston.

Marco Johann Sturm (né le 8 septembre 1978 à Dingolfing en Allemagne) est un joueur professionnel allemand de hockey sur glace devenu entraîneur.

## Carrière

### Carrière en club
Il commence sa carrière dans son pays en 1995 en jouant pour le club de l'EV Landshut dans le championnat allemand élite. Il est repêché dans la LNH par les Sharks de San José au premier tour (21e au total) du repêchage de 1996.
Reconnu pour la puissance de son coup de patin, il est parfois surnommé blitzkrieg. Il termina second, derrière Peter Bondra, lors de la compétition du patineur le plus rapide des concours d'habileté du Match des étoiles de la LNH de 1999.
Il fut cédé aux Bruins le 30 novembre 2005 avec Brad Stuart et Wayne Primeau en retour de Joe Thornton. Il porta aussi, pendant le lock-out 2004-2005 les couleurs du ERC Ingolstadt de la DEL. Le 11 décembre 2010, il est échangé aux Kings de Los Angeles en retour de considérations futures.
Après avoir signé un contrat d'un an avec les Canucks de Vancouver au début de juillet 2011, il est échangé le 22 octobre 2011 aux Panthers de la Floride avec Mikael Samuelsson en retour de David Booth, Steven Reinprecht et un choix de troisième ronde au repêchage de 2013.

### Carrière internationale
Sturm aurait dû être capitaine de l'équipe d'Allemagne de hockey sur glace lors des Jeux olympiques d'hiver de 2006 à Turin, en Italie. Il se vit cependant contraint d'être retiré de l'alignement de la formation allemande quelques jours avant le début du tournoi olympique à cause d'une blessure.
Il porte le maillot de la sélection nationale depuis le championnat d'Europe junior de 1994.

## Statistiques

### Statistiques en club
| Saison     | Équipe                 | Ligue      |     | Saison régulière | Saison régulière | Saison régulière | Saison régulière | Saison régulière |   | Séries éliminatoires | Séries éliminatoires | Séries éliminatoires | Séries éliminatoires | Séries éliminatoires |
| Saison     | Équipe                 | Ligue      | PJ  | B                | A                | Pts              | Pun              | PJ               | B | A                    | Pts                  | Pun                  |                      |                      |
| 1995-1996  | EV Landshut            | DEL        | 47  | 12               | 20               | 32               | 50               | -                | - | -                    | -                    | -                    |                      |                      |
| 1996-1997  | EV Landshut            | DEL        | 46  | 16               | 27               | 43               | 40               | -                | - | -                    | -                    | -                    |                      |                      |
| 1997-1998  | Sharks de San José     | LNH        | 74  | 10               | 20               | 30               | 40               | 2                | 0 | 0                    | 0                    | 0                    |                      |                      |
| 1998-1999  | Sharks de San José     | LNH        | 78  | 16               | 22               | 38               | 52               | 6                | 2 | 2                    | 4                    | 4                    |                      |                      |
| 1999-2000  | Sharks de San José     | LNH        | 74  | 12               | 15               | 27               | 22               | 12               | 1 | 3                    | 4                    | 6                    |                      |                      |
| 2000-2001  | Sharks de San José     | LNH        | 81  | 14               | 18               | 32               | 28               | 6                | 0 | 2                    | 2                    | 0                    |                      |                      |
| 2001-2002  | Sharks de San José     | LNH        | 77  | 21               | 20               | 41               | 32               | 12               | 3 | 2                    | 5                    | 2                    |                      |                      |
| 2002-2003  | Sharks de San José     | LNH        | 82  | 28               | 20               | 48               | 16               | -                | - | -                    | -                    | -                    |                      |                      |
| 2003-2004  | Sharks de San José     | LNH        | 64  | 21               | 20               | 41               | 36               | -                | - | -                    | -                    | -                    |                      |                      |
| 2004-2005  | ERC Ingolstadt         | DEL        | 45  | 22               | 16               | 38               | 56               | 11               | 3 | 4                    | 7                    | 12                   |                      |                      |
| 2005-2006  | Sharks de San José     | LNH        | 23  | 6                | 10               | 16               | 16               | -                | - | -                    | -                    | -                    |                      |                      |
| 2005-2006  | Bruins de Boston       | LNH        | 51  | 23               | 20               | 43               | 32               | -                | - | -                    | -                    | -                    |                      |                      |
| 2006-2007  | Bruins de Boston       | LNH        | 76  | 27               | 17               | 44               | 46               | -                | - | -                    | -                    | -                    |                      |                      |
| 2007-2008  | Bruins de Boston       | LNH        | 80  | 27               | 29               | 56               | 40               | 7                | 2 | 2                    | 4                    | 6                    |                      |                      |
| 2008-2009  | Bruins de Boston       | LNH        | 19  | 7                | 6                | 13               | 8                | -                | - | -                    | -                    | -                    |                      |                      |
| 2009-2010  | Bruins de Boston       | LNH        | 76  | 22               | 25               | 37               | 30               | 7                | 0 | 0                    | 0                    | 4                    |                      |                      |
| 2010-2011  | Kings de Los Angeles   | LNH        | 17  | 4                | 5                | 9                | 17               | -                | - | -                    | -                    | -                    |                      |                      |
| 2010-2011  | Capitals de Washington | LNH        | 18  | 1                | 6                | 7                | 6                | 9                | 1 | 2                    | 3                    | 4                    |                      |                      |
| 2011-2012  | Canucks de Vancouver   | LNH        | 6   | 0                | 0                | 0                | 2                | -                | - | -                    | -                    | -                    |                      |                      |
| 2011-2012  | Panthers de la Floride | LNH        | 42  | 3                | 2                | 5                | 23               | 7                | 0 | 0                    | 0                    | 4                    |                      |                      |
| 2012-2013  | Kölner Haie            | DEL        | 5   | 0                | 0                | 0                | 6                | 12               | 6 | 3                    | 9                    | 18                   |                      |                      |
| Totaux LNH | Totaux LNH             | Totaux LNH | 938 | 242              | 245              | 487              | 446              | 68               | 9 | 13                   | 22                   | 30                   |                      |                      |

### Statistiques en équipe nationale
| Année | Compétition                 |   | PJ | B | A  | Pts | Pun                             |  | Résultat |
| 1994  | Championnat d'Europe junior | 5 | 0  | 1 | 1  | 4   |                                 |  |          |
| 1995  | Championnat du monde junior | 7 | 0  | 0 | 0  | 6   | 7e place                        |  |          |
| 1995  | Championnat d'Europe junior | 5 | 2  | 3 | 5  | 2   |                                 |  |          |
| 1996  | Championnat du monde junior | 6 | 4  | 6 | 10 | 51  | 8e place                        |  |          |
| 1996  | Championnat d'Europe junior | 5 | 5  | 6 | 11 | 8   |                                 |  |          |
| 1997  | Championnat du monde        | 8 | 1  | 1 | 2  | 4   | 11e place                       |  |          |
| 1998  | Jeux olympiques d'hiver     | 2 | 0  | 0 | 0  | 0   | 9e place                        |  |          |
| 2001  | Championnat du monde        | 7 | 4  | 1 | 5  | 26  | 8e place                        |  |          |
| 2002  | Jeux Olympiques d'hiver     | 5 | 0  | 1 | 1  | 0   | 8e place                        |  |          |
| 2004  | Coupe du monde              | 4 | 2  | 0 | 2  | 0   | Élimination en quarts de finale |  |          |
| 2006  | Championnat du monde        | 5 | 4  | 3 | 7  | 4   | 17e place (1er division I)      |  |          |
| 2008  | Championnat du monde        | 6 | 1  | 2 | 3  | 6   | 10e place                       |  |          |
| 2010  | Jeux olympiques d'hiver     | 4 | 0  | 1 | 1  | 0   | 11e place                       |  |          |